# 龙胜金盏苣苔
龙胜金盏苣苔（学名：Isometrum lungshengense）为苦苣苔科金盏苣苔属下的一个种。

## 扩展阅读
- 維基物種上的相關：龙胜金盏苣苔